# Joseph von Mentzingen
Joseph Freiherr von und zu Mentzingen (geboren 3. Juni 1900 in München; gestorben 24. Juni 1974 in Heidelberg) war ein deutscher Gutsbesitzer.
Joseph von Mentzingen besuchte das Jesuitenkolleg Stella Matutina in Feldkirch. 1918 wurde er noch zum Kriegsdienst eingezogen und machte erst 1919 das Abitur in Karlsruhe. Von Mentzingen studierte Rechts- und Staatswissenschaften und Land- und Forstwissenschaft. Er war Landwirtschaftspraktikant auf schwedischen, ungarischen und deutschen Gütern und wurde, nach einem Bankpraktikum in Mannheim, 1928 zum Geschäftsführenden Vorstandsmitglied des Badischen Grundbesitzerverbandes gewählt. Von 1928 bis 1932 war er Mitglied der Zentrumspartei. Ab 1933 bewirtschaftete er den landwirtschaftlichen Familienbesitz.
Zum 1. Mai 1933 trat von Mentzingen der NSDAP bei (Mitgliedsnummer 3.460.365). Während des Zweiten Weltkrieges wurde er in den Auswärtigen Dienst des Deutschen Reiches berufen und war seit dem 1. Juli 1940 beim Militärbefehlshaber in Belgien im Rundfunkreferat eingesetzt. Seit dem 1. Februar 1942 leitete er das Kulturreferat. Ab Ende 1944 war er in belgischer Internierung.
Über seine Entnazifizierung und die weitere Tätigkeit ist nichts bekannt.